# Лесковець-в-Подборшту
Лесковець-в-Подборшту (словен. Leskovec v Podborštu) — поселення в общині Севниця, Споднєпосавський регіон, Словенія. Висота над рівнем моря: 699,4 м.